# Hervé Falciani

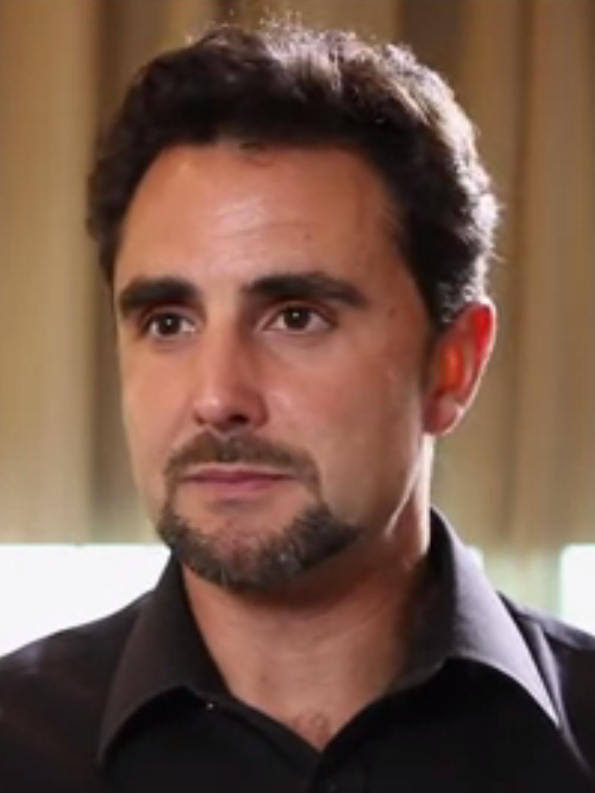
Hervé Falciani

Hervé Falciani (* 9. Januar 1972 in Monte Carlo, Fürstentum Monaco) ist ein französisch-italienischer Informatiker.

## Leben
Falciani arbeitete ab 2002 als Informatiker und Finanzsachverständiger bei der monegassischen Niederlassung der Genfer HSBC Private Bank (Suisse), einer Tochter der britischen HSBC-Bank. Die HSBC ist die zweitgrößte Bank der Welt. In dieser Zeit wurde er Kassierer im Ruderklub Société Nautique de Monaco. 2006 wechselte er als IT-Spezialist für Datenbanken in die HSBC-Zentrale nach Genf. Bis 2008 arbeitete er bei der HSBC.
Ende 2008 setzte sich Falciani nach Nizza ab. Focus Online berichtete, dass Falciani im französischen Nizza leben soll, ein Auslieferungsantrag gegen ihn sei unwahrscheinlich. In der Schweiz ist er polizeilich zur Fahndung ausgeschrieben. Arte brachte 2015 einen ausführlichen Bericht über Falciani und den Swiss-Leaks-Skandal. Nach einem Bericht des ZDF lebte Falciani im Februar 2010 mit seiner Frau und seinem Kind in der Nähe von Nizza unter Polizeischutz. Die französische Justiz soll Falciani eine neue Identität verschafft haben.
Am 1. Juli 2012 wurde Falciani in Barcelona verhaftet. Trotz eines Auslieferungsgesuchs der Schweiz wurde er am 8. Mai 2013 aus der Haft entlassen.
2015 wurde er in der Schweiz in Abwesenheit zu einer Freiheitsstrafe von fünf Jahren verurteilt. Das Gericht befand Falciani des wirtschaftlichen Nachrichtendienstes in neun Fällen schuldig, dazu gehören auch Datenlieferungen an den Bundesnachrichtendienst in Deutschland sowie an zwei Steuerbehörden in Großbritannien. Von den weiteren Vorwürfen, darunter Verletzung des Bank- und Geschäftsgeheimnisses und der unbefugten Datenbeschaffung, wurde er freigesprochen. Das Urteil ist rechtskräftig.
Falciani besitzt neben der französischen auch die italienische Staatsangehörigkeit.

## Swiss-Leaks-Skandal
Falciani geriet erstmals 2009 in die Schlagzeilen, als er im August 2009 den französischen Behörden Listen mit Bankkundendaten von mutmaßlichen Steuerbetrügern  übergab. So wie Bradley Birkenfeld die Behörden über die Vorgänge bei der UBS informierte, gab Falciani Material über Kunden der HSBC weiter. Die Unterlagen des Skandals, die im Februar 2015 veröffentlicht wurden, belegen, wie Bankberater den HSBC-Kunden Beihilfe zur Steuerhinterziehung und Geldwäsche leisteten. Unter den Kunden waren auch Angehörige von Königshäusern aus dem Nahen Osten, Syriens Präsident Baschar al-Assad, Chinas ehemaliger Premierminister Li Peng, Stars wie David Bowie, Sportler wie Fernando Alonso und der Präsident der Santander Bank, Emilio Botín. Außerdem tauchten Verbindungen zu mutmaßlichen Blutdiamantenhändlern und Waffenschiebern auf. Damit trug er wohl wesentlich zur Schwächung des Schweizer Bankgeheimnisses bei, zu Entwicklungen wie FATCA und zum Wechsel von einer Schwarz- zu einer Weissgeldstrategie. Steuerhinterzieher bevorzugen heute oft Singapur oder andere Steueroasen.
Frankreich leitete mit diesen Daten Steuerverfahren gegen Steuersünder ein. Die Daten wurden an andere Staaten (Lagarde-Liste) im Rahmen der Amtshilfe weitergegeben. In vielen Fällen ist Frankreich sogar zu gegenseitiger Weitergabe verpflichtet. Auf ähnlichem Wege erhielt Frankreich auch Daten von französischen Steuersündern von Deutschland im Rahmen der Liechtensteiner Steueraffäre. Die Schweiz wird bei jeder Weitergabe von Frankreich unterrichtet und erhielt im Januar 2010 eine Kopie.
Im Januar 2010 kam der Name Hervé Falciani im Zusammenhang mit Daten von 1.300 Bankkunden, die den deutschen Behörden für 2,5 Mio. Euro angeboten wurden, wieder in die Schlagzeilen. Laut Informationen der Financial Times Deutschland soll die angebotene CD von der HSBC stammen und es sich um dieselben Daten handeln, die Falciani im August 2009 den französischen Behörden angeboten hatte. Sowohl Falciani als auch Berliner Regierungskreise bestritten jedoch, dass die HSBC in den deutschen Fall verwickelt sei.
Inzwischen wurde durch zwischenstaatliche Abkommen über Datenaustausch das Bankgeheimnis gekippt. In immer mehr Staaten wird aufgrund der Daten des Swiss-Leaks-Skandals gegen die HSBC wegen Beihilfe zur Steuerhinterziehung und Geldwäsche ermittelt. Wolfgang Schäuble scheiterte mit seinem Steuerabkommen mit der Schweiz am Widerstand von SPD und Grünen.